# Małe Jarki
Małe Jarki is een gehucht in het Poolse district  Toruński, woiwodschap Koejavië-Pommeren. De plaats maakt deel uit van de gemeente Wielka Nieszawka.

## Sport en recreatie
Door deze plaats loopt de Europese wandelroute E11. De E11 loopt van Den Haag naar het oosten, op dit moment de grens Polen/Litouwen. Ter plaatse komt de route van het westen vanaf Gniewkowo via Jarki en vervolgt in oostelijke richting via Cierpice en de Wisła naar Toruń.